# Cantone di La Côte Vermeille
Il cantone di La Côte Vermeille è una divisione amministrativa dell'arrondissement di Céret.
A seguito della riforma approvata con decreto del 26 febbraio 2014, che ha avuto attuazione dopo le elezioni dipartimentali del 2015, è passato da 4 a 7 comuni.

## Composizione
I 4 comuni facenti parte prima della riforma del 2014 erano:
- Banyuls-sur-Mer
- Cerbère
- Collioure
- Port-Vendres

Dal 2015 i comuni appartenenti al cantone sono i seguenti 7:
- Argelès-sur-Mer
- Banyuls-sur-Mer
- Cerbère
- Collioure
- Palau-del-Vidre
- Port-Vendres
- Saint-André